# Prince of Wales Island, Queensland
Prince of Wales Island är en ö i Torres sund, Queensland, Australien, skild från Kap Yorkhalvön av Endeavoursundet.
Prince of Wales Island var tidigare känt för pärl- och trepangfiske.